# Раевка (Туймазинский район)
Раевка (баш. Раевка) — деревня (до 2005 года — посёлок) в Туймазинском районе Республики Башкортостан Российской Федерации. Входит в состав Старотуймазинского сельсовета.

## География

### Географическое положение
Расстояние до:
- районного центра (Туймазы): 13 км,
- центра сельсовета (Старые Туймазы): 4 км,
- ближайшей ж/д станции (Туймазы): 13 км.

## История
В 2005 году посёлок Раевка объединён с посёлком пожарного депо Старотуймазинского сельсовета в деревню Раевку.
Закон «О внесении изменений в административно-территориальное устройство Республики Башкортостан в связи с образованием, объединением, упразднением и изменением статуса населенных пунктов, переносом административных центров» от 20 июля 2005 года № 211-з гласил:

ст. 2. Объединить следующие населенные пункты с сохранением наименований:

9) в Туймазинском районе:

посёлки Раевка и пожарного депо Старотуймазинского сельсовета, установив объединенному населенному пункту тип поселения — деревня, с сохранением наименования «Раевка».

## Население
| 2002 | 2009 | 2010 |
| ---- | ---- | ---- |
| 61   | ↗94  | ↗101 |

Национальный состав
Согласно переписи 2002 года, преобладающая национальность — чуваши (65 %).